# Commonwealth Stream
Koordinaten: 77° 34′ S, 163° 26′ O
Der Commonwealth Stream ist ein 4 km langer Schmelzwasserfluss im ostantarktischen Viktorialand. Im Taylor Valley fließt er vom Ende des Commonwealth-Gletschers in östlicher Richtung zum New Harbour.
Der US-amerikanische Glaziologe Troy L. Péwé (1918–1999) von der Arizona State University erkundete ihn vor Ort während der Operation Deep Freeze (1957–1958). Er benannte ihn in Anlehnung an die Benennung des Gletschers, aus dem der Fluss gespeist wird. Dessen Namensgeber ist der Australische Bund (englisch Commonwealth of Australia).